# Himmelfahrtskirche (Dresden)

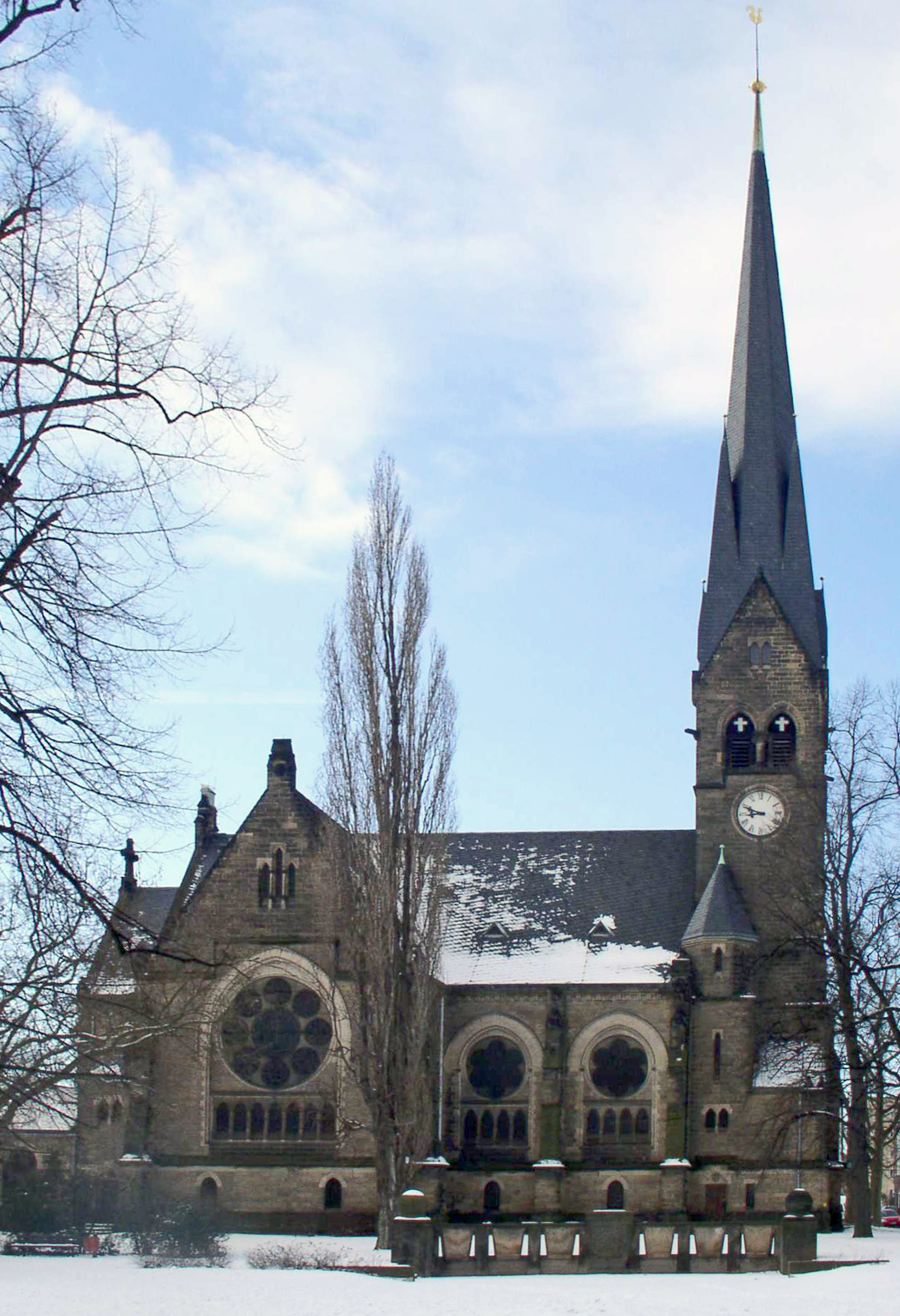
Himmelfahrtskirche Leuben

Die evangelische Himmelfahrtskirche ist ein Sakralbau im Dresdner Stadtteil Leuben. Sie wurde nach Entwürfen von Karl Emil Scherz bis 1901 errichtet und steht unter Denkmalschutz.

## Geschichte

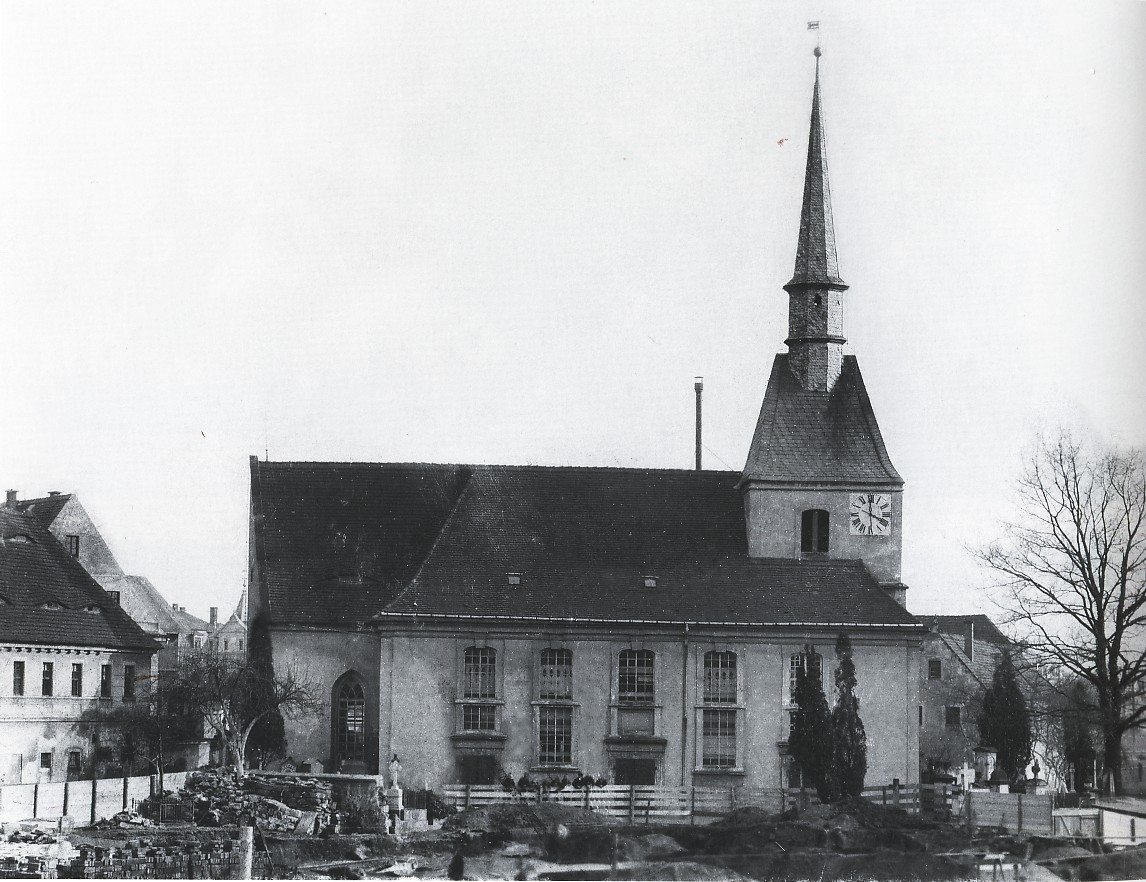
Die alte Pfarrkirche Leubens 1899, im Vordergrund ist bereits die Baugrube der Himmelfahrtskirche zu sehen

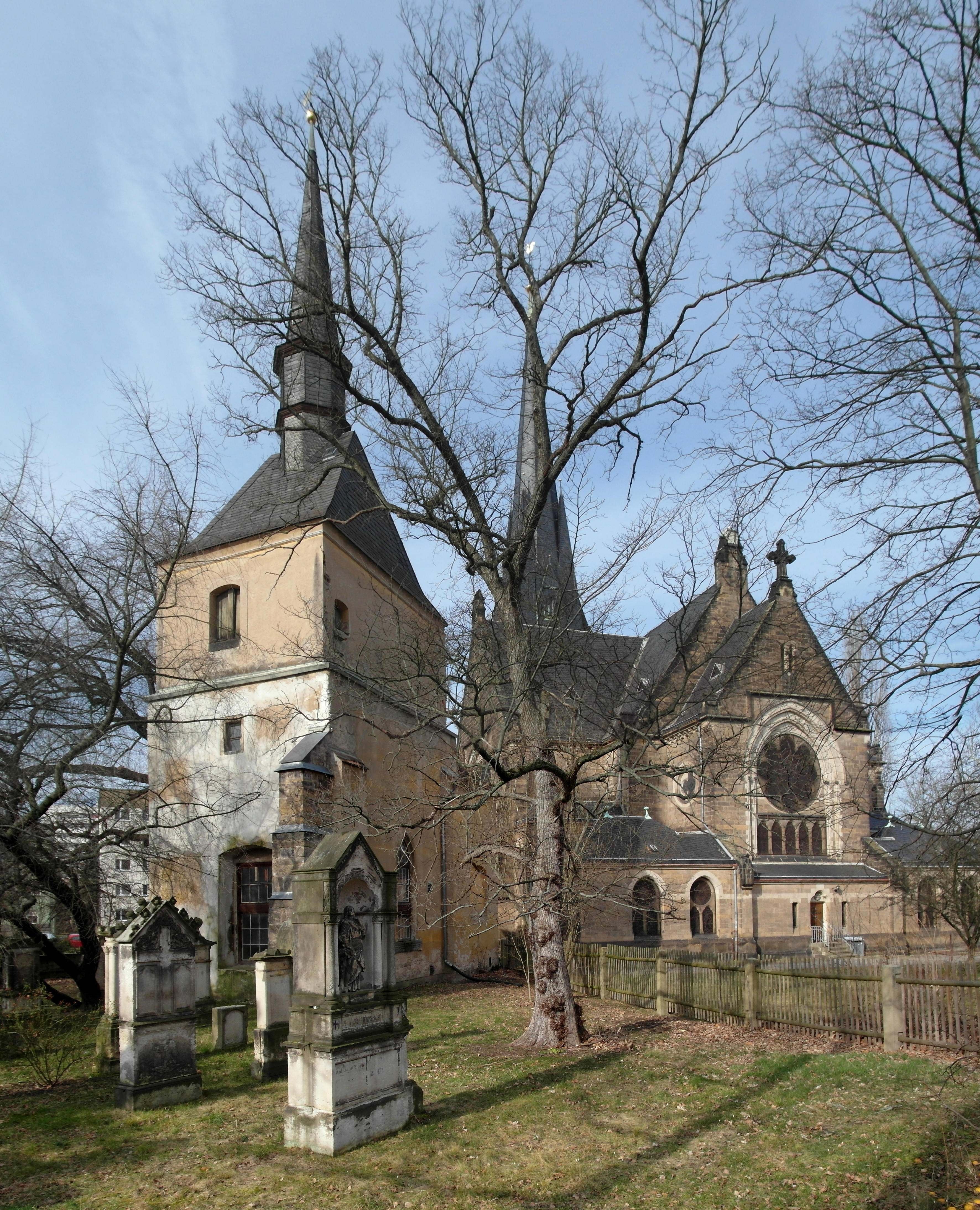
Turm der alten Pfarrkirche und Himmelfahrtskirche 2018

Eine Pfarrei in Leuben wurde erstmals 1362 erwähnt. Die bildlich bekannte alte Pfarrkirche entstand 1512 beziehungsweise wurde ein Vorgängerbau zu dieser Zeit grundlegend umgebaut. Sie war im Mittelalter die einzige Kirche zwischen Dresden und Dohna. Die Kirche war auf dem höchsten Punkt des Dorfes errichtet worden und wurde von einem Friedhof umgeben; vor der Kirche lag der Dorfteich, es schlossen sich das Pfarrhaus und die Gehöfte der Bauern an.
Im Zuge der Industrialisierung wuchs Leuben bis Ende des 19. Jahrhunderts beständig an. Auch die Zahl der Gemeindemitglieder stieg sprunghaft, sodass sich die alte Pfarrkirche bald als zu klein erwies. Der Kirchenvorstand der Gemeinde entschied sich daher am 2. Februar 1897 für einen Kirchneubau. Es wurde ein Wettbewerb unter sieben Architekten ausgeschrieben. Den Wettbewerb führte der Sächsische Verein für kirchliche Kunst als Begutachter durch, der sich für den Entwurf von Karl Emil Scherz entschied. Die Grundsteinlegung fand am 8. Mai 1899 statt. Schon am 9. November 1899 konnte das Richtfest stattfinden. Der Turm der Kirche wurde im Februar 1901 fertiggestellt; im selben Monat fand die feierliche Weihe des vierstimmigen Geläuts statt. Zum Himmelfahrtstag am 16. Mai 1901 wurde die Kirche auf den Namen „Himmelfahrtskirche“ geweiht.
Von 1900 bis 1901 wurde die alte Leubener Kirche bis auf den Turm abgetragen. Zugunsten der neuen Himmelfahrtskirche hatte man zudem bereits den Dorfteich zugeschüttet und den Kirchhof der alten Kirche verkleinert. Aus der alten Kirche wurden der Taufstein und drei Glasfenster, zum Teil aus dem frühen 16. Jahrhundert, in die Himmelfahrtskirche übernommen.
In der NS-Zeit war Walter Kaiser in Dresden-Leuben Pfarrer. Wegen seines konsequenten und mutigen Widerstandes besonders gegen die gewaltsame Übernahme des Kirchenregiments in Sachsen durch die Nationalsozialisten wurde er im KZ Dachau interniert. Nach der Befreiung durch die US-Armee kehrte er nach Dresden zurück und tat wieder Dienst in seiner alten Gemeinde.
Im Ersten Weltkrieg mussten die Glocken sowie einige Zinnpfeifen der Eule-Orgel als Kriegsmetallspende abgegeben werden. Das heutige Geläut der Kirche stammt aus dem Jahr 1922. Die Bombardierung Dresdens überstand die Kirche nahezu ohne Schäden. Nur das Dach erlitt kleinere Beschädigungen, die von 1964 bis 1970 beseitigt wurden. Im Inneren wurden 1984 die Ausmalung sowie die Ausstattungsstücke restauriert. Die Innenarbeiten waren 1989 beendet; die Glasfenster wurden 1996 restauriert und zu dieser Zeit auch die Orgel überholt; der Turm wurde 2001 neu gedeckt. Eine erneute Überholung der Orgel war 2006 nötig.

## Baubeschreibung

### Äußeres
Die Himmelfahrtskirche wurde als Sandsteinbau im Stil der Neogotik errichtet. Die Formen der Kirche, gerader Ostschluss sowie Satteldach verweisen auf das 13. Jahrhundert, wobei der Scherz’sche Bau Ähnlichkeiten mit der ebenfalls von Scherz entworfenen Heilig-Geist-Kirche in Blasewitz aufweist. Wie die Heilig-Geist-Kirche wird auch hier die Spitze des 75 Meter hohen Kirchturms von vier Türmchen flankiert. Der Grundriss der Kirche ist kreuzförmig.

### Inneres

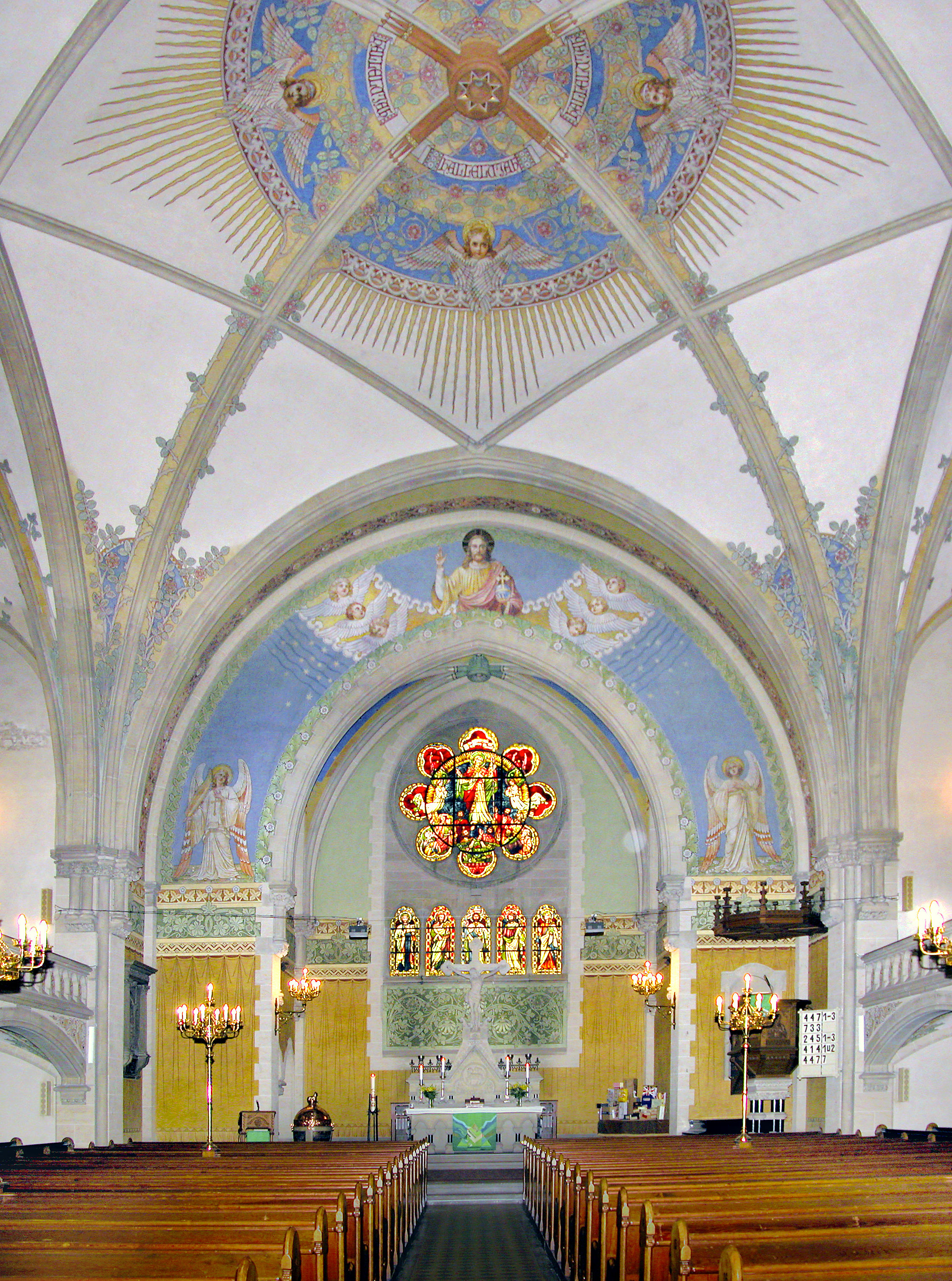
Innenraum mit Blick zum Altar

Die Kirche wird über ein Spitzbogenportal auf der Westseite betreten. Zunächst gelangt man in die sogenannte Brauthalle und anschließend in den Hauptraum. Dieser ist ohne Stützen konzipiert und hat ein vierjochiges, 15,5 Meter hohes Kreuzrippengewölbe. Der Innenraum hat „den Idealen der Zeit entsprechend, stark zentralisierenden Charakter“.
Im Norden und Süden sowie im Westen befinden sich eingeschossige Emporen, wobei die westliche Empore als Orgelempore genutzt wird. Der Altarraum im Osten ist „bühnenmäßig angelegt…“; der Triumphbogen des Altarraums ist mit einer bildlichen Darstellung des erhöhten Christus mit Engeln bemalt. Im Altarraum steht zentral der einfache Altar, links der Taufstein; rechts befindet sich die Kanzel. Vom Altarplatz aus ist durch eine einfache Tür nördlich die Taufkapelle und südlich die Sakristei begehbar. Der Kirchraum mit Emporen verfügt über rund 1000 Plätze.
Die Ausmalung des Innenraums mit Anklängen an den Jugendstil und den Historismus stammt von Hofmaler Julius Schultz (1849–1927). Möglicherweise erfolgte sie nach Entwürfen von Karl Emil Scherz. Die Ausmalung harmoniert farblich mit den Farbfenstern und der Ausstattung in dunklem Holz oder Stein. Das Ostfenster mit der Himmelfahrt Christi stammt von Alexander Linnemann. Die Glasfenster mit der Anna selbdritt, dem Alnpeckschen Wappen und der Anbetung der Könige wurden aus der alten Leubener Kirche übernommen.

#### Altar und Kanzel
Den Altar aus Cottaer Sandstein wurde von Hermann Hasenohr und W. H. Weinhold geschaffen. Er wird über zwei Stufen betreten und besteht aus einer einfachen Mensa mit Kruzifixaufbau.
Hasenohr und Weinhold schufen zudem die hölzerne, achteckige Kanzel mit Schalldeckel. Sie zeigt ikonografische Darstellungen von „Gesetz“ und „Evangelium“, gemischt mit floralen Schnitzereien. Die Kanzel wird über die Sakristei betreten.

#### Taufstein

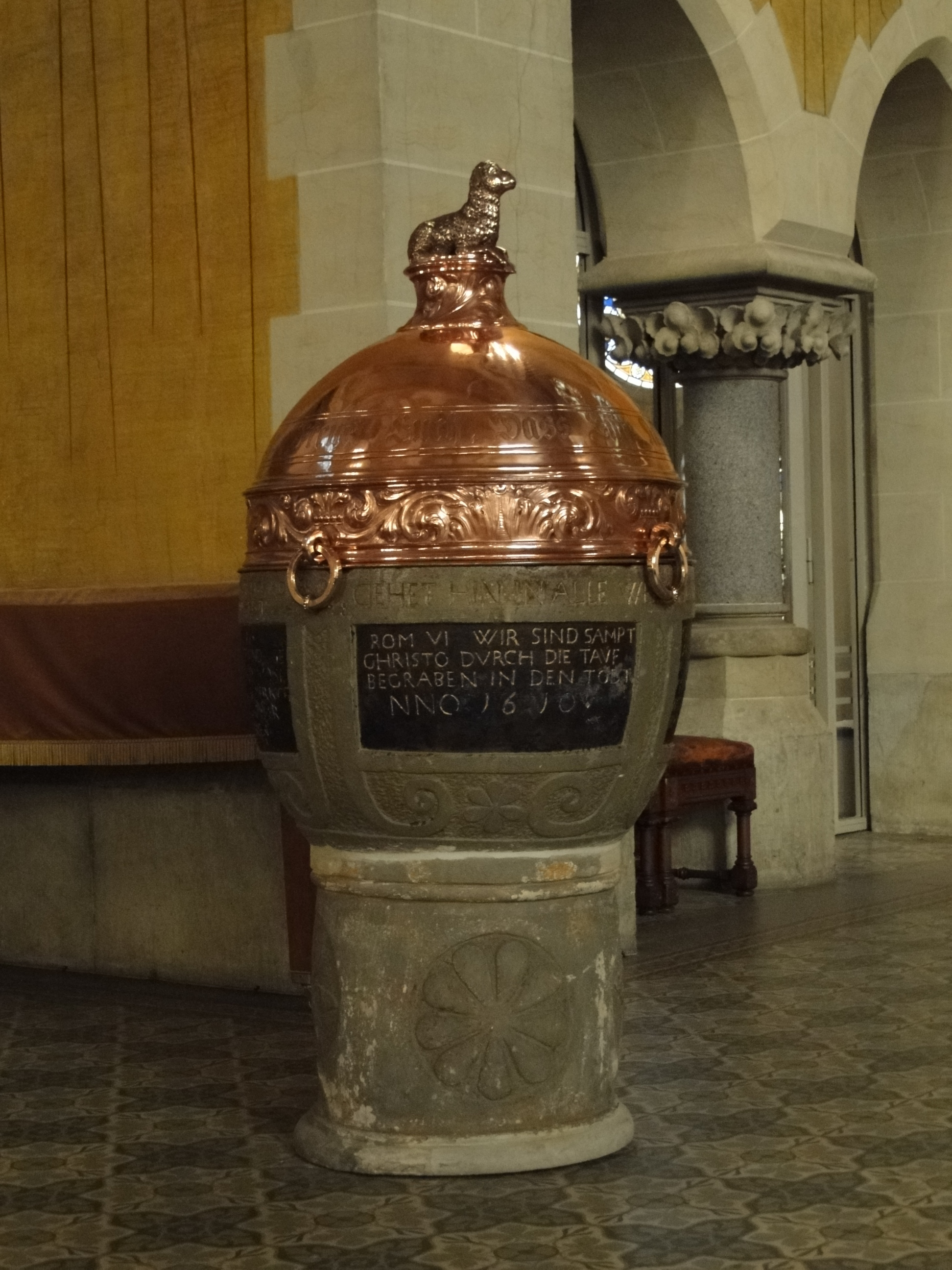
Taufstein von 1610

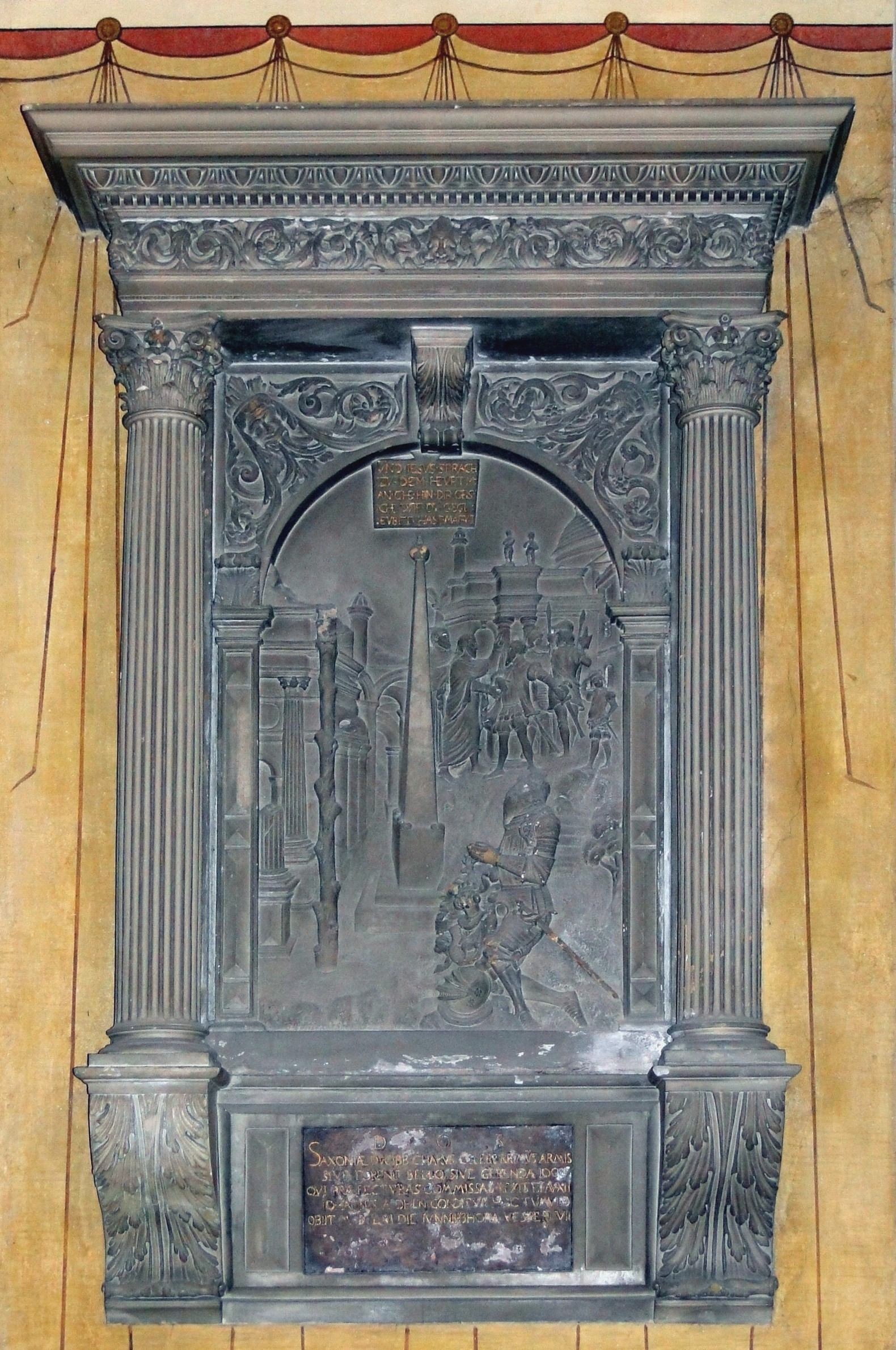
Epitaph für Hans von Dehn-Rothfelser

Der Taufstein stammt aus der alten Leubener Kirche und wurde nach deren Teilabriss 1901 in die Himmelfahrtskirche übernommen. Der Taufstein stammt aus dem Jahr 1610, ist einen Meter hoch und hat einen Durchmesser von 80 Zentimetern. Er wurde aus Sandstein gefertigt und hat die Form eines Römerglases.
Der Fuß ist zylindrisch-breit mit vier kreisförmigen Feldern, von denen drei mit Blumen gefüllt sind. Die Kuppa des Taufsteins ist nur wenig ausladend und in vier Felder geteilt. Am oberen Rand trägt sie die Inschrift „gehet hin in alle Welt und leret alle Völcker und teuffet sie im Namen des Vaters und des Sons und des heiligen Geists. matt. 28“.
Die Felder der Taufe tragen folgende Inschriften:
- Feld 1: rom VI. wird sind sampt | Christo durch Tauf | begraben in den Todt. | .ano 1610.
- Feld 2: gal. 3 wie viel euer ge | tauft, die haben Christum | angezogen. | tit: 3. durch das Bad der Wiedergeburt und erneu | erung des heiligen Geists.
- Feld 3: marc. X. lasset die Kind | lein zu mir komen und | weret inen nicht denn | solcher ist das eich Gottes.
- Feld 4: marc. 16 wer da gleubet und ge | tauft wird der wird se | lig werden aber wer nicht | gleubet der wird ver | dammet werden.

Die Taufe schließt ein Deckel ab, der von einem Lamm bekrönt wird.

#### Epitaph
Am Altarplatz links befindet sich das Epitaph für Hans von Dehn-Rothfelser. Es stammt aus der alten Frauenkirche, wurde nach Abbruch der Kirche auf dem Kirchhof in Leuben gelagert und dort Ende des 19. Jahrhunderts wiederentdeckt. Es kam anschließend in die alte Leubener Kirche und durch deren Abbruch in die Himmelfahrtskirche. Das Epitaph zeigt den Verstorbenen kniend, im Hintergrund eine Stadtsilhouette. Die Szenerie wird von korinthischen Säulen umrahmt.

#### Bleiglasfenster
Die Bleiglasfenster der Kirche schließen an das ikonografische Programm der Kanzel an. Sind dort „Gesetz“ und „Evangelium“ dargestellt, zeigen die Fenster des Langhauses die Themen „Buße“ – in der Darstellung des verlorenen Sohns – und „Glaube“, mit der Darstellung Marias zu Füßen Jesu. Das Ostfenster zeigt die Himmelfahrt Christi; darunter befinden sich fünf kleinere Glasfenster mit den Darstellungen von Matthäus, Markus, Johannes der Täufer, Lukas und Johannes.

## Orgel

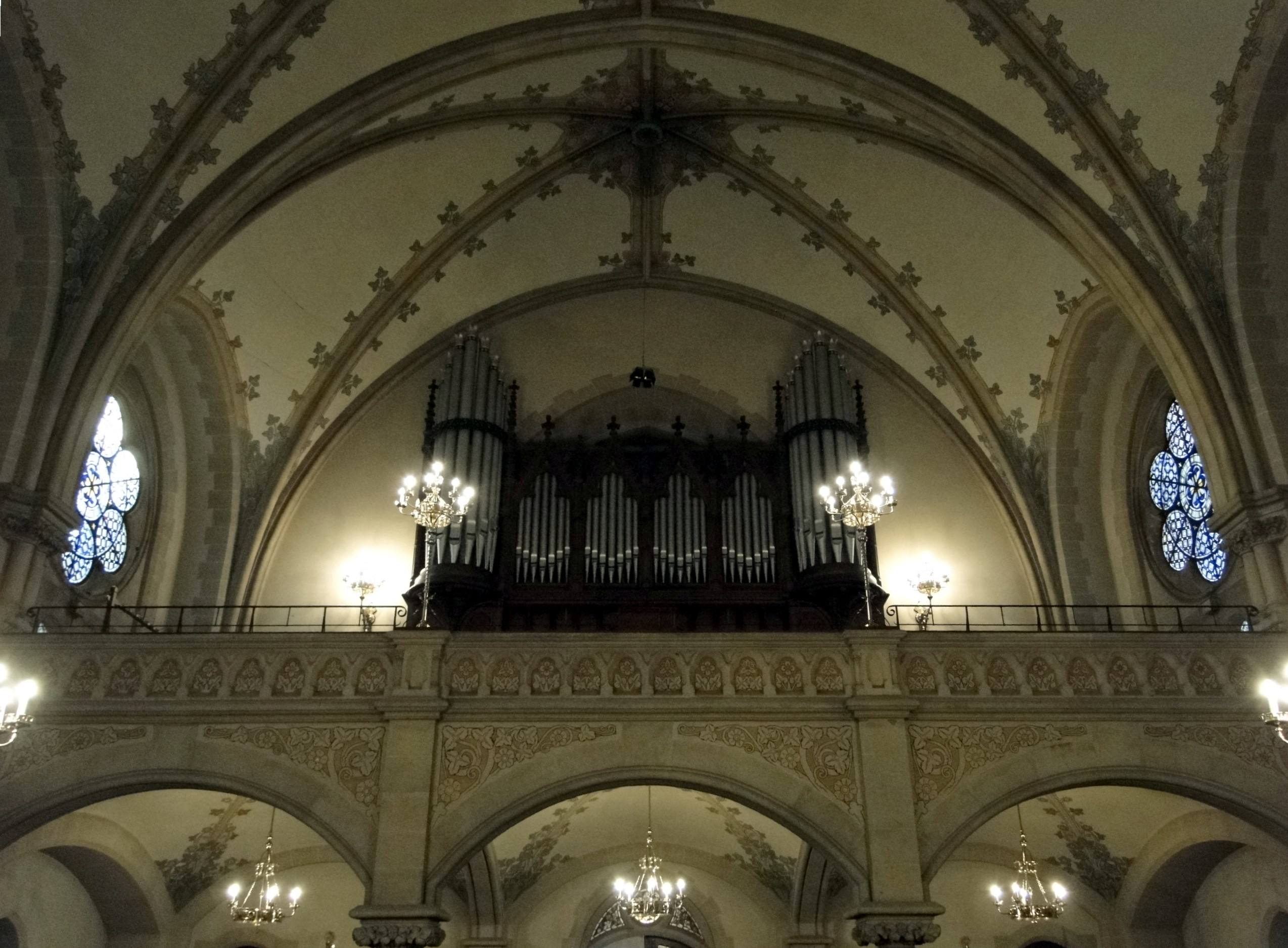
Eule-Orgel der Kirche

Die Himmelfahrtskirche besitzt eine pneumatische Orgel der Orgelbaufirma Eule (Bautzen) aus dem Jahr 1901. Sie hat 38 Register mit insgesamt 2241 Pfeifen auf zwei Manualen und Pedal. Nach mehreren Umbauten unter anderem 1935 war aus dem „romantischen […] ein barockisiertes Instrument geworden.“ Bis 2006 wurde die Orgel durch Alois Linder generalüberholt, um den Klang wieder dem Erstzustand anzunähern. Die Disposition lautet wie folgt:
| I Hauptwerk C–f3 |        |
| Principal        | 16′    |
| Principal        | 8′     |
| Gedeckt          | 8′     |
| Gemshorn         | 8′     |
| Quintaden        | 8′     |
| Dolce            | 8′     |
| Octave           | 4′     |
| Rohrflöte        | 4′     |
| Quinte           | 2 ⁄3′  |
| Octave           | 2′     |
| Salicet          | 2′     |
| Terzflöte        | 1 3⁄5′ |
| Cornett III–IV   |        |
| Mixtur V         |        |
| Zimbel III       |        |
| Trompete         | 8′     |

| II Schwellwerk C–f3 |        |
| Lieblich Gedeckt    | 16′    |
| Gedeckt             | 8′     |
| Geigenprincipal     | 8′     |
| Geigenschwebung     | 8′+ 4′ |
| Principal           | 4′     |
| Gedacktpommer       | 4′     |
| Rohrnasard          | 2 ⁄3′  |
| Flautino            | 2′     |
| Quinte              | 1 ⁄3′  |
| Terz                | 1 3⁄5′ |
| Sifflöte            | 1′     |
| Scharf III–IV       |        |
| Clarinette          | 8′     |
| Tremulant           |        |

| Pedal C–f1            |         |
| Principalbass         | 16′     |
| Subbass               | 16′     |
| Flötenbass            | 16′     |
| Quintenbass           | 10 2⁄3′ |
| Oktavbass             | 8′      |
| Zartbass              | 8′      |
| Octavbass             | 4′      |
| Italienisch Prinzipal | 2′      |
| Posaune               | 16′     |
| Trompete              | 8′      |

- Koppeln: II/I, Sub II/I, I/P, II/P, Generalkoppel
- Nebenregister und Spielhilfen: Tutti, Tutti I. Manual, Tutti II. Manual, Registercrescendo

## Glocken
Ursprünglich hatte die Himmelfahrtskirche vier Bronzeglocken der Glockengießerei Albert Bierling. Sie hatten die Grundtöne b, des, f und as. Die beiden größten Glocken wurden Leuben von der Stadt Dresden geschenkt und trugen daher unter anderem das Stadtwappen Dresdens. Die vier Glocken mussten 1917 als Kriegsmetallspende abgegeben werden.
Das heutige vierstimmige Geläut stammt aus dem Jahr 1921/22. Die vier Eisenhartgussglocken mit den Grundtönen b, des, e und ges wurden vom Bochumer Verein für Bergbau und Gußstahlfabrikation gegossen.
Das Geläut besteht aus vier Eisenhartgussglocken, der Glockenstuhl und die Glockenjoche sind aus Stahl gefertigt.
Im Folgenden eine Datenübersicht des Geläutes:
| Nr. | Gussdatum | Gießer                          | Durchmesser | Masse   | Schlagton |
| --- | --------- | ------------------------------- | ----------- | ------- | --------- |
| 1   | 1921      | Glockengießerei Bochumer Verein | 1882 mm     | 2600 kg | b°        |
| 2   | 1921      | Glockengießerei Bochumer Verein | 1574 mm     | 1560 kg | des′      |
| 3   | 1921      | Glockengießerei Bochumer Verein | 1387 mm     | 1080 kg | fes′      |
| 4   | 1921      | Glockengießerei Bochumer Verein | 1260 mm     | 850 kg  | ges′      |

## Gemeinde und Nutzung
Zur Kirchgemeinde Leuben gehörten im 15. Jahrhundert die Dörfer Leuben, Sedlitz und Dobritz. Im Jahr 1674 wurden die Dörfer Laubegast, Seidnitz und Tolkewitz nach Leuben eingepfarrt, das nach seiner Eingemeindung nach Dresden 1921 die größte Kirchgemeinde der Stadt war. Erst 1953 wurden Tolkewitz und Seidnitz ausgepfarrt, 1994 folgte Laubegast. Seit 2006 bilden die Gemeindebezirke Christophorusgemeinde Laubegast, Gemeindezentrum Niedersedlitz und Himmelfahrtskirche die Gesamtgemeinde „Evangelisch-Lutherische Kirchgemeinde Dresden-Leuben“. Ein Schwesternkirchverhältnis besteht zudem mit der Stephanusgemeinde Zschachwitz.
In der Himmelfahrtskirche finden regelmäßig Gottesdienste statt. Zudem werden Taufen und Konfirmationen vorgenommen und auch Hochzeiten gefeiert. Die Himmelfahrtskirche ist aufgrund ihrer guten Akustik zudem ein beliebter Konzertort.